# Igeltjärnen (Söderala socken, Hälsingland)
Igeltjärnen är en sjö i Söderhamns kommun i Hälsingland och ingår i Norralaån-Ljusnans kustområde.